# شانجان
شانجان یکی از روستاهای استان آذربایجان شرقی است که در دهستان گونی شرقی بخش مرکزی شهرستان شبستر واقع شده‌است